# كيني أتكينسون
كيني أتكينسون (بالإنجليزية: Kenny Atkinson)‏ مواليد 2 يونيو 1967 في نورثبورت، هو مدرب كرة سلة أمريكي ولاعب سابق. بدأ مسيرته الاحترافية في سنة 1990. يدرب بروكلين نتس في الرابطة الوطنية لكرة السلة. يبلغ طوله 6 قدم 1 بوصة (1.9 م). اعتزل اللعب في 2004.

## إحصائيات المسيرة
| الفريق      | السنة   | G  | W  | L  | W–L% | النهاية | PG | PW | PL | PW–L% | النتيجة                  |
| ----------- | ------- | -- | -- | -- | ---- | ------- | -- | -- | -- | ----- | ------------------------ |
| بروكلين نتس | 2016–17 | 82 | 20 | 62 | .244 |         | —  | —  | —  | —     | غاب عن الأدوار الإقصائية |
| المسيرة     |         | 82 | 20 | 62 | .244 |         | 0  | 0  | 0  | –     |                          |

## روابط خارجية
- كيني أتكينسون على موقع الدوري الإسباني لكرة السلة (الإسبانية)
- كيني أتكينسون على موقع كرة السلة الأوروبية.كوم (الإنجليزية)
- كيني أتكينسون على موقع كلية كرة السلة في سبورتس رفرنس.كوم (الإنجليزية)
- كيني أتكينسون على موقع ريلجم (الإنجليزية)
- كيني أتكينسون على موقع بروبوليرز (الإنجليزية)
- كيني أتكينسون على موقع سبورتس رفرنس (الإنجليزية)
- كيني أتكينسون على موقع سبورتس رفرنس (الإنجليزية)